# Diocesi di Vellore
La diocesi di Vellore (in latino Dioecesis Vellorensis) è una sede della Chiesa cattolica in India suffraganea dell'arcidiocesi di Madras e Mylapore. Nel 2022 contava 195.000 battezzati su 6.467.000 abitanti. È retta dal vescovo Ambrose Pitchaimuthu.

## Territorio
La diocesi comprende i distretti di Vellore, Tirupathur, Ranipet e Tiruvannamalai nello stato indiano del Tamil Nadu.
Sede vescovile è la città di Vellore, dove si trova la cattedrale di Santa Maria Assunta.
Il territorio è suddiviso in 89 parrocchie.

## Storia
La diocesi è stata eretta il 13 novembre 1952 con la bolla Ex primaevae Ecclesiae di papa Pio XII, ricavandone il territorio dall'arcidiocesi di Madras (oggi arcidiocesi di Madras e Mylapore).
Il 13 dicembre 1957, con la lettera apostolica Maria parens, lo stesso papa Pio XII ha proclamato la Beata Maria Vergine, venerata con il titolo di «Aiuto dei cristiani», patrona principale della diocesi.
Il 1º settembre 1969 il territorio della diocesi fu modificato, con la cessione di un taluk all'arcidiocesi di Madras e Mylapore e l'acquisizione di altri due dall'arcidiocesi di Pondicherry e Cuddalore.

## Cronotassi dei vescovi
Si omettono i periodi di sede vacante non superiori ai 2 anni o non storicamente accertati.
- Pablo Mariaselvam, S.D.B. † (4 febbraio 1953 - 25 giugno 1954 deceduto)
  - Sede vacante (1954-1956)
- David Maryanayagam Swamidoss Pillat, S.D.B. † (4 luglio 1956 - 17 luglio 1969 deceduto)
- Royappan Antony Muthu † (23 novembre 1970 - 19 dicembre 1980 deceduto)
- Savarinathan Michael Augustine † (19 giugno 1981 - 18 febbraio 1992 nominato arcivescovo di Pondicherry e Cuddalore)
- Malayappan Chinnappa, S.D.B. (17 novembre 1993 - 1º aprile 2005 nominato arcivescovo di Madras e Mylapore)
- Soundaraj Periyanayagam, S.D.B. † (11 luglio 2006 - 21 marzo 2020 deceduto)
  - Sede vacante (2020-2024)
- Ambrose Pitchaimuthu, dal 9 novembre 2024

## Statistiche
La diocesi nel 2022 su una popolazione di 6.467.000 persone contava 195.000 battezzati, corrispondenti al 3,0% del totale.
| anno | popolazione | popolazione | popolazione | presbiteri | presbiteri | presbiteri | presbiteri                | diaconi | religiosi | religiosi | parrocchie |
| anno | battezzati  | totale      | %           | numero     | secolari   | regolari   | battezzati per presbitero | diaconi | uomini    | donne     | parrocchie |
| ---- | ----------- | ----------- | ----------- | ---------- | ---------- | ---------- | ------------------------- | ------- | --------- | --------- | ---------- |
| 1970 | 67.224      | 3.490.908   | 1,9         | 95         | 38         | 57         | 707                       |         | 124       | 218       | 36         |
| 1980 | 93.560      | 4.500.000   | 2,1         | 100        | 63         | 37         | 935                       |         | 54        | 380       | 51         |
| 1990 | 126.180     | 5.010.680   | 2,5         | 130        | 86         | 44         | 970                       |         | 129       | 513       | 60         |
| 1998 | 131.150     | 5.590.953   | 2,3         | 130        | 83         | 47         | 1.008                     |         | 77        | 645       | 71         |
| 2002 | 145.841     | 6.287.632   | 2,3         | 136        | 101        | 35         | 1.072                     |         | 65        | 645       | 73         |
| 2003 | 145.996     | 8.877.989   | 1,6         | 136        | 101        | 35         | 1.073                     |         | 55        | 645       | 79         |
| 2004 | 146.091     | 8.869.698   | 1,6         | 138        | 103        | 35         | 1.058                     |         | 55        | 645       | 82         |
| 2010 | 168.980     | 10.363.000  | 1,6         | 171        | 121        | 50         | 988                       |         | 97        | 666       | 85         |
| 2014 | 174.348     | 6.401.206   | 2,7         | 213        | 128        | 85         | 818                       |         | 126       | 764       | 84         |
| 2017 | 190.000     | 6.571.250   | 2,9         | 213        | 121        | 92         | 892                       |         | 134       | 770       | 86         |
| 2020 | 194.700     | 6.417.220   | 3,0         | 221        | 129        | 92         | 880                       |         | 134       | 880       | 87         |
| 2022 | 195.000     | 6.467.000   | 3,0         | 224        | 131        | 93         | 870                       |         | 130       | 880       | 89         |